# The Caterpillar
«The Caterpillar» — пісня британського, пост-панк-гурту, The Cure, що була записана і випущена, 26 березня 1984, року. Це єдина пісня, і сингл, з студійного альбому The Top, яку написав Роберт Сміт, та інші музиканти гурту. На пісню був знятий кліп гурту де сюжет кліпу розгортається в середині приміщення оранжереї, де самі учасники грають самі себе, місце зйомок кліпу, став Syon Park, в місті Лондон, де і знаходиться оранжерея.